# Congo Natty
Pour les articles homonymes, voir Congo.
Rebel MC, Conquering Lion ou Congo Natty sont les noms de scène du producteur et toaster Michael West. Il est né le 27 août 1965 à Tottenham à Londres.

## Biographie
Il a commencé sa carrière en tant que Rebel MC avec le groupe de rap britannique Double Trouble. Après avoir quitté ce groupe en 1990, il sortit l'album Black Meaning Good (1991), collaborant avec des artistes ragga tels que Barrington Levy, Tenor Fly ou  Dennis Brown.
Sur Word, Sound and Power (1992) , il poussa son exploration de la musique électronique mélangeant techno, house, reggae, ragga et hip-hop. 
Poursuivant son exploration, il lança le label Tribal Bass puis sorti consécutivement trois morceaux Tribal Bass (1992), Dett (1992) et Jungle-ist (1993) mélangeant hip-hop et house, marquant l'émergence de la jungle. 
Il monta le label X Project et sortit le single Old School Ting (1993).
En tant que Conquering Lion, West, avec l'aide de DJ Ron et Jumping Jack Frost, il sortit Lion of Judah/Innah Sound/Dub Plate Special (1993), puis Code Red/Phenomenon (1994) et Rastaman/Word, Sound and Power/Code Black (1995).

## Discographie
- Rebel Music (Desire, 1990)
- Black Meaning Good (Desire, 1991)
- Word Sound and Power (Big Life, 1991)
- Born Again (Congo Natty, 2005)
- Jungle Revolution (Big Dada, 2013)